# Joaquín Gutiérrez (beisbolista)
Joaquín Fernando "Jackie" Gutiérrez (Cartagena de Indias, 27 de junio de 1960) es un exjugador de las Grandes Ligas de béisbol que se desempeñaba como shortstop y bateador derecho. Jugó con los Medias Rojas de Boston (1983–85), Orioles de Baltimore (1986–87) y los Phillies de Philadelphia (1988).
En seis temporadas, Gutiérrez bateó .237 con cuatro jonrones, 63 carrera impulsadas, 106 carreras, 24 dobles, cinco triples y 25 bases robadas en 356 juegos.

## Carrera en la MLB

### Medias Rojas de Boston
El 14 de enero de 1978 firmó por los Boston Red Sox como agente libre aficionado, a sus 18 años asignado al Elmira Pioneers de las ligas menores hasta 1983 disputando un total de 645 juegos, con 284 carreras, 569 hits y 8 jonrones, en 1983 fue relevado al equipo de las Ligas Mayores, hasta 1985 con un total de 259 juegos, 90 carreras, 181 hits, 4 jonrones y un porcentaje de bateo de .247 (AVG).

### Orioles de Baltimore
Fue negociado por Sammy Stewart el 17 de diciembre de 1985 a los Baltimore Orioles asignado a las ligas menores al Rochester Red Wings en 1986 siendo relevado al equipo de Ligas Mayores ese mismo año hasta 1987 acumulando 64 juegos, 8 carreras y 27 hits.

### Phillies de Philadelphia
Firmó con Philadelphia Phillies el 15 de julio de 1988 como agente libre asignado al Maine Phillies de la Ligas Menores en la Triple-A disputando 40 juegos, anotando 7 carreras, 34 hits. Fue relevado al equipo de Ligas Mayores ese mismo año debutando el 7 de octubre, disputó 33 juegos con 8 carreras y 19 hits.

## Números usados en las Grandes Ligas
Usó tres números diferentes en los tres equipos que jugó.
- 41 Boston Red Sox (1983-1985)
- 11 Baltimore Orioles (1986-1987)
- 15 Philadelphia Phillies (1988)

## Estadísticas de bateo en Grandes Ligas
| Año   | Equipo                | Liga | Juegos | VB  | C   | Hits | HR | CI | BA   | BR |
| ----- | --------------------- | ---- | ------ | --- | --- | ---- | -- | -- | ---- | -- |
| 1983  | Boston Red Sox        | AL   | 5      | 10  | 2   | 3    | 0  | 0  | .300 | 0  |
| 1984  | Boston Red Sox        | AL   | 151    | 449 | 55  | 118  | 2  | 29 | .263 | 12 |
| 1985  | Boston Red Sox        | AL   | 103    | 275 | 33  | 60   | 2  | 21 | .218 | 10 |
| 1986  | Baltimore Orioles     | AL   | 61     | 145 | 8   | 27   | 0  | 4  | .186 | 3  |
| 1987  | Baltimore Orioles     | AL   | 3      | 1   | 1   | 0    | 0  | 0  | .000 | 0  |
| 1988  | Philadelphia Phillies | NL   | 33     | 77  | 8   | 19   | 0  | 9  | .247 | 0  |
| TOTAL |                       |      | 356    | 957 | 106 | 227  | 4  | 63 | .237 | 25 |

## Récords en Liga Colombiana
Es el colombiano en anotar la mayor cantidad de hits en una temporada regular de la Liga Colombiana de Béisbol Profesional en toda la historia, durante la temporada 1984-85 conectó 86 hits con el equipo Caimanes de Barranquilla, superado únicamente por el norteamericano William Barnes quien anotó 92 hits en la temporada 1982-83, en aquella temporada de 1984/85 fue el jugador con mejor porcentaje de bateo en la liga con .374 además de conseguir el título de campeón con su equipo.